# Hemitrachyleberis
Hemitrachyleberis is een geslacht van kreeftachtigen uit de klasse van de Ostracoda (mosselkreeftjes).

## Soorten
- Hemitrachyleberis marginoaberrans Hartmann, 1974
- Hemitrachyleberis margiwoaberrans Hartmann, 1974